# Курман Євген Васильович
Євге́н Васи́льович Ку́рман (нар. 15 жовтня 1967, м. Київ) — український театральний режисер, педагог. Лауреат премії «Київська пектораль». З листопада 2021 року — головний режисер Миколаївського академічного художнього драматичного театру.

## Життєпис
Євген Курман народився 15 жовтня 1967 року в Києві в родині журналістів. Батько — Курман Василь Євгенович — заслужений журналіст України, лауреат премії Спілки журналістів СРСР, працював у «Робітничій газеті», де пройшов шлях від кореспондента до заступника головного редактора. Мати —  Самаєва Людмила Михайлівна — журналіст українського радіо, була одним з ініціаторів реформ творчих засад мовлення, в результаті яких більшість програм стали вести у прямому ефірі. 
Шкільну освіту Євген здобув у київській середній школі № 117 ім. Лесі Українки, де разом з ним вчилися інші майбутні театральні діячі, серед них: Ганна Веселовська — театрознавець, професор; Остап Ступка — народний артист України; Микола Третяк — український оперний режисер; Катерина Лук'янова — театральний менеджер, педагог. Після закінчення школи і до вступу в театральний ВНЗ Євген працював слюсарем, кур'єром, монтувальником декорацій, служив у лавах Радянської армії.
1989 року Євген Курман вступив до на театральний факультет Київського інституту театрального мистецтва ім. І. К. Карпенка-Карого, де обрав режисерський курс — художній керівник Ростислав Коломієць. На третьому курсі здійснив  першу професійну режисерську постановку «Тугеза» за п'єсою Анатолія Дяченка (нині художнього керівника Центру драматургії ім. В. Розова, м. Москва) в Севастопольському театрі «На Большой Морской». Вистава була визнана найкращим дебютом року у всеукраїнському рейтингу об'єднання театральних критиків «Терези» і стала лауреатом всеукраїнського фестивалю «Прем'єри сезону». 
1993 року поставив на сцені Івано-Франківського театру ім. Івана Франка п'єсу Карло Гоцці «Король-олень» (переклад С. Борщевського) і захистив цією виставою диплом (1994 р.).
Починаючи з сезону 1995/96, працював режисером-постановником Київського театру юного глядача на Липках. У цей час зробив ще три постановки: «Комільфо» — А. Дяченко, «Скупий» — Мольєр, «Химерний батько» — В. Самійленко. 
Згодом Євген Курман пройшов асистентуру-стажування в КДІТМ ім. І. К. Карпенка-Карого, де 1997 року на сцені Навчального театру разом зі студентами акторського курсу — художній керівник народний артист України Валентина Зимня — створив виставу за драматичною поемою Лесі Українки «На руїнах». 
Після закінчення асистентури отримав кваліфікацію викладача вищого закладу мистецтв, спеціальність — театральне мистецтво.
1998 року на малій сцені Театру юного глядача на Липках вперше в Україні поставив п'єсу Патріка Зюскінда «Контрабас». Вистава була номінована на театральну премію «Київська пектораль» як найкраща режисерська робота та  найкраща вистава камерного театру. 
1999 року Євген Курман поставив виставу за романом Володимира Набокова «Камера обскура» і перейшов працювати режисером-постановником до Київського академічного Молодого театру. Згалом за цей період Євген Курман здійснив іще шість постановок на різних сценах: Карло Гоцці «Король — олень», Едуард Яворський «Це дивовижне гидке каченя», Михайло Лермонтов «Тамбовская казначейша», В. Гін, В. Зімін «Дзусь, або Історія кота Філофея» (Театр юного глядача на Липках); Антон Чехов «Танц со бракот» (Штипський народний театр. Північна Македонія); Вільям Шекспір «Марні зусилля кохання» (Миколаївський академічний український театр драми і музичної комедії).
1999 року Євген Курман створив театральну школу та дитячий театр «INCUNABULA». За словами Курмана, концепція школи та театру, як практичного втілення засад цієї школи, розглядає явище театру як культурної колиски для людства. Велика кількість учнів цієї школи продовжили свій шлях на професійній театральній ниві. 
Тоді ж Євген Курман розпочав викладацьку діяльність у Київському інституті театрального мистецтва ім. І. К. Карпенка-Карого.
За час роботи в Київському академічному Молодому театрі поставив низку вистав та отримав театральну премію «Київська пектораль» за виставу «Русалонька».
З 2001 по 2003 роки був режисером міжнародного соціального проекту, суть якого складалася у залученні до норм громадянського суспільства дітей — вихованців сиротинців шляхом арт-терапії. Проект дав позитивні результати: дітям, які займалися за програмою проекту, після закінчення інтернатів вдавалося вступати до середніх спеціалізованих та вищих навчальних закладів.
Починаючи з 2004 року, Євген Курман активно працює у театрах України. Співпрацює з театрами Тернополя, Івано-Франківська, Хмельницького, Одеси. З 2007 по 2012 роки — режисер-постановник Донецького національного академічного музично-драматичного театру. З вересня 2012 року — головний режисер Кіровоградського академічного музично-драматичного театру імені М. Л. Кропивницького.
Лауреат і переможець різноманітних театральних фестивалів і премій.
1 листопада 2021 року Євген Курман, після 9 років роботи в Театрі корифеїв, вирішив піти з посади головного режисера та повернутися до Києва. За його словами, він взяв нетривалу творчу паузу, плануючи невдовзі повернутися до режисерської діяльності.
19 листопада 2021 року зайняв посаду головного режисера Миколаївського академічного художнього драматичного театру

## Режисерські роботи в театрі
1. 1995 — «Скупий» Мольєра. Художник — Ірина Горшкова (Київський академічний театр драми і комедії на лівому березі Дніпра)
2. 1998 — «Контрабас» Патріка Зюскінда (Київський академічний театр юного глядача на Липках)
3. 1999 — «Камера обскура» Володимир Набоков. Художник — Костянтин Чекін (Київський академічний театр юного глядача на Липках)
4. 2000 — «Русалонька» Людмила Розумовська за Гансом Крістіаном Андерсеном. Художник — Костянтин Чекін (Київський академічний Молодий театр)
5. 2001 — «Синій птах» Моріса Метерлінка. Художник — Ірина Горшкова (Незалежний театральний проект)
6. 2004 — «Історія солдата» Ігор Стравінський. Художники — Катерина Корнійчук, Олексій Вакарчук (Проект фестивалю «Музичні прем'єри сезону»)
7. 2005 — «Полювання на качок» Олександр Вампілов. Художник — Андрій Романченко (Тернопільський академічний обласний драматичний театр ім. Т. Г. Шевченка)
8. 2006 — «Маруся Чурай» Ліни Костенко. Художник — Андрій Романченко (Івано-Франківський обласний музично-драматичний театр ім. І. Франка)
9. 2008 — «Авва і Смерть» Оксана Танюк. Художник — Святослав Коштелянчук (Центр сучасного мистецтва ім. Леся Курбаса, Київ)
10. 2008 — «Непорозуміння» Альбера Камю. Художник — Андрій Романченко (Театр «Вільна сцена», Київ)
11. 2009 — «Світанкова фея» Алехандро Касони. Художник — Андрій Романченко (Донецький академічний обласний драматичний театр)
12. 2010 — «Без вини винні» Олександр Островський. Художник — Андрій Романченко (Донецький національний академічний музично-драматичний театр)
13. 2011 — «Леонардо. Любов, якої не було» Кіма Брейтбурга, Євгена Муравйова. Художник — Андрій Романченко (Донецький національний академічний музично-драматичний театр)